# Rattus elaphinus
Rattus elaphinus és una espècie de mamífer rosegador de la família dels múrids que és endèmica de les illes Sula (Indonèsia).